# Núria Perpinyà
Núria Perpinyà Filella (Lérida, España, 1961) es una novelista y ensayista española que ejerce de profesora en la Universidad de Lérida. Sus novelas, de temáticas inusuales, se caracterizan por su ironía intelectual, su rigor formal y su experimentalismo. En sus libros se defiende la filosofía perspectivista y se plantea que los fenómenos tienen múltiples interpretaciones. Su obra creativa está escrita en catalán mientras que su producción ensayística es en castellano, catalán e inglés.

## Biografía
Núria Perpinyà Filella nace en Lérida en 1961. Después de residir en Cáceres, Londres y Madrid, actualmente vive en Barcelona y ejerce de docente en la Universidad de Lérida como profesora de Teoría de la literatura y de Literatura comparada.
En 1986 publica su primer libro: un ensayo en colaboración con Xavier Macià titulado La poesia de Gabriel Ferrater galardonado con el premio Josep Vallverdú. En 1989 recibe el Premio Extraordinario de Doctorado de la Universidad de Barcelona con otra investigación sobre Ferrater. 
En 1998 publica su primera novela, Un buen error, donde “ya se manifiesta la complejidad y la elaboración que caracterizarán el resto de sus novelas”. En Una casa para componer (2001) Perpinyà desarrolla un nuevo género a medio camino del cuento y de la novela. Mistana (2005), mucho más fantástica, es galardonada con el Premio Nacional de la Crítica. Y en Los privilegiados (2007) apuesta de nuevo por la renovación de los géneros literarios con una novela teatral. En 2010 se estrena su primera obra de teatro, Los Calígrafos.

## Estilo y temas
La obra de Núria Perpinyà es una mezcla de reflexiones intelectuales y de ironía. Su estilo se caracteriza por “una escritura magmática”, por el ”control compositivo, la precisión lingüística y la originalidad de la acción”. En cada uno de sus libros, Perpinyà se propone un experimento diferente: Un buen error es un thriller basado en falsas suposiciones de los lectores. En Una casa para componer explora un nuevo género literario: la “novela fragmentada” que, aunque se integra dentro de la novela compuesta o composite novel, aporta la novedad de una cadena de cuentos que van evolucionando al largo de la lectura hasta convertirse en capítulos de una novela. Esta fusión de géneros reaparecerá en Los privilegiados donde conviven lo narrativo y lo teatral.
Por lo que respecta a la temática, cabe señalar que Perpinyà dedica cada libro a un tema en concreto. Un buen error es una historia de amor dentro del mundo de la ciencia; Una casa para componer recrea el mundo de la música y de la arquitectura; Los privilegiados, el del arte y los museos; Los Calígrafos, el de la universidad; y Mistana, el de la meteorología y la locura. Su novela, Al vértigo, la más romántica y pictórica de todas ellas, une el arte con el deporte, fiel a su debate sobre el individualismo.
Sus obras más recientes también poseen un componente experimental, ya sea a nivel teórico (La cadira trencada. Teatre català d'avantguarda) como práctico al incorporar miles de tuits de personas distintas en sus últimos libros.

## Novelas
El primer libro de ficción de Núria Perpinyà, Un buen error (1998) relata la vida de un joven investigador catalán que se traslada a un laboratorio de Londres para realizar su doctorado. Allí, el protagonista (Joan Xammar) conocerá amigos (Aleph Banneker, Jill Jarrell), eminencias de la ciencia (como la Dra. Rosemeiller) y grandes decepciones. La obra es un bildungsroman, una novela de formación en un laboratorio, un thriller y una historia de un amor reprimido que en el transcurso de la obra va revelando su homosexualidad. Así mismo, Un buen error explora las tensiones del aprendizaje entre directores y discípulos; los conflictos de razas entre un afroamericano y un europeo, y el concepto fronterizo de inmigrante de nivel superior. 
Una casa por componer (2001), muy aplaudida por la crítica, es la historia de una pianista que busca piso. En ella, Perpinyà “se arriesga a tejer una trama poliédrica” y “mientras la protagonista recorre distintos tipos de viviendas  –una buhardilla, un dúplex, un ático- (...) en su cabeza hay una especie de torbellino musical”. El libro tiene una estructura poco común: unos cuentos encadenados que acaban fundiéndose en una novela. La trama, lenta y diferida, es la quête de una protagonista, Olivia Kesler, que es “una misántropa de su arte y una Ulises femenina”. La obra es un cruce de géneros y de mundos: la música, la arquitectura y la literatura. Una casa por componer hace un duro y cómico repaso a la dictadura arquitectónica y plantea la oposición romántica entre artista y sociedad. La compositora Olivia Kesler no encuentra su espacio creativo en una sociedad que arquitectónicamente le es hostil. 
En la tercera novela de Perpinyà, Mistana (Premio Nacional de la Crítica 2005) se abandona el realismo y se opta por lo fantástico. El libro narra la historia de un meteorólogo con trastornos edípicos y mentales que cae en desgracia y que llega a un pueblo fantasmal habitado por excéntricos personajes, llamado Mistana, donde existe una niebla perenne. Una climatología extrema que evoca su ciudad natal, Lérida y que plantea la gran influencia del contexto sobre el individuo. La obra es una “tragedia sobre la locura escrita con un ritmo in crescendo de versos en prosa delirantes” que ha sido calificada de “vertiginosa” y de “novela hipnótica y radical”. Como dice María Dasca, Mistana es ”una ficción desmedida, trágica y cómica a un tiempo” con una niebla filosófica donde “las cosas pierden sus apariencias y el hombre ya no sabe qué es”.
En el año 2007 aparecen Los privilegiados, una cómica novela teatral donde la autora reflexiona sobre el arte tomando como punto de vista los celadores de un museo. La historia narra la reconversión de un rancio museo de pueblo en un museo vanguardista, las actitudes escépticas de los celadores hacia el arte moderno y sus conflictos laborales. La trama recorre las vicisitudes de su protagonista, el señor Serivà, un bedel honesto, trágico y antiheroico. La ironía del libro se dirige contra el público ignorante y contra el arte como negocio y plataforma política. Como dice Ponç Puigdevall, la obra demuestra el afán de la autora “por descubrir nuevos territorios literarios donde el rigor no esté reñido con el entretenimiento”.
En 2013 se publica Al vértigo, una novela de amor entre alpinistas. Los protagonistas son idealistas obsesivos que se alejan de la sociedad. La trama se desarrolla en torno a los amores de una escaladora solitaria, Irena Besikova. La obra plantea dos debates importantes: el de la pasión y el del feminismo. Al vértigo está escrita en un lenguaje elegante. El ritmo combina la lentitud del paisajismo romántico con una pasión acelerada. El tono epistolar va in crescendo hasta convertirse en una novela de aventuras que, en los capítulos finales, adquiere una inesperada dimensión metaliteraria.
En 2018, sale a luz: Y, de repente, el paraíso, una novela coral y experimental sobre la ciberadicción. L’acción se desarrolla en un psiquiátrico aislado en la montaña. La novela presenta el deterioro psicológico que causa la red y otros trastornos de conducta como la anorexia nerviosa. La obra teje un gran tapiz de soledad en el mundo de hoy.
En 2022, la autora se adentra a la ciencia ficción con una novela fantástica sobre el cambio climático, Diatomea. La obra desarrolla un absurdo sobre el mar a través de "un discurso impagable sobre la estupidez humana" que alerta sobre los peligros del populismo y de la demagogia.
El 2025 publica la novela fantástica El cuerpo invisible que trata de una enzima de ATP que viaja por el interior del cuerpo. Sus aventuras microscópicas recuerdan episodios de la Odisea de Homero en clave biológica. El libro es una crítica "al pensamiento dualista occidental que ha menospreciado la carne y exagerado el alma".

## Poesía
En 2023 aparece su primer libro de poesía Cielos cambiantes. Se trata de una historia de amor a través de poemas dialogados. Las variaciones amorosas se reflejan en los cambios atmosféricos. La obra se estrenó en la Sala Beckett de Barcelona el 10 de mayo de l'año 2023.

## Teatro
Después de su novela teatral sobre los museos, Els privilegiats, Perpinyà estrena Los Calígrafos (2010), una tragicomedia sobre la educación y las Humanidades. El argumento desarrolla el cierre de una cátedra de caligrafía antigua y su substitución por una titulación de peritaje calígrafo criminal. Esta modernización de la universidad crea tensiones entre los profesores y saca a la luz celos y venganzas. La obra se estrenó en Lérida en el Teatre de l’Escorxador el 15 de diciembre de 2010 bajo la dirección de Óscar Sánchez y fue interpretada por Imma Colomer, Pep Planas, Núria Casado y Ferran Farré.
Los calígrafos es la puesta en escena de su ensayo Más que una máquina. Ambos libros tratan sobre educación.
Este hermanamiento entre géneros vuelve a producirse entre 2018 y 2019 cuando la misma historia sobre internet aparece en versión teatral (El vicio) y en versión novelística (Y, de repente, el paraíso). En El vicio, se toma conciencia del peligro de las nuevas tecnologías, a la vez que se apuesta por la creatividad digital. La obra es el fruto de un experimento virtual y social en línea.

## Ensayo: el relativismo humanista
Entre las investigaciones académicas de Perpinyà destacan sus estudios sobre el poeta catalán de los años 60, Gabriel Ferrater, amigo de Jaime Gil de Biedma y Carlos Barral. Un intelectual atípico que tuvo gran influencia en las generaciones venideras. En su estudio Gabriel Ferrater: recepción y contradicción (1997), Perpinyà analiza el mito de Ferrater y realiza una deconstrucción de la crítica catalana . Un libro polémico “dedicado a los lectores escépticos que se dan cuenta de que, en la crítica literaria, no se dice nada que sea del todo inocente”.
Después de unos años de abandono de su faceta ensayística, Perpinyà reaparece en 2008 con “un ensayo desmitificador”, Las criptas de la crítica. Veinte lecturas de la Odisea. El libro, su primero en castellano, ofrece un panorama de las distintas escuelas de teoría literaria. Escrito en un “estilo desenfadado”, tiene como particularidad que se ilustra la teoría con ejemplos como si se tratase de un pastiche. Veinte comentarios de la obra de Homero, la Odisea, realizados por la autora “a la manera de”, cuya finalidad es demostrar la variedad de lecturas que puede tener un texto. La defensa del relativismo humanista también se puede observar en sus novelas en las que a menudo nos aparece un calidoscopio de actitudes sobre un tema.
En 2010 Perpinyà obtiene el Premio Internacional de Ensayo siglo XXI de México por su obra Más que una máquina. Se trata de un ensayo epistemológico sobre la teoría del conocimiento y sobre educación, que se extiende desde la Ilustración hasta nuestros días, donde se oponen los aprendizajes creativos a los rutinarios.
En 2014 Perpinyà publica sus investigaciones sobre Romanticismo, Ruins, Nostalgia and Ugliness donde analiza el interés por la Edad Media del siglo XVIII hasta las series de éxito como Juego de Tronos. Así mismo, una de las tesis del libro es considerar la pintura de ruinas romántica como un precedente de la fealdad del vanguardismo. 
En 2019, aparece su ensayo sobre el teatro vanguardista catalán La cadira trencada. Teatre català d'avantguarda. El libro analiza cien años de vanguardia teatral catalana e internacional y se tratan temas escenográficos, políticos y dramatúrgicos.
Su libro Caos, virus, calma. La Teoría del Caos aplicada al desorden artístico, social y político obtiene el XII Premio de Málaga de Ensayo. Se trató de un estudio sobre el orden y el caos de carácter científico-humanístico donde se compara la Caología con el vanguardismo y con el caos político y social, incidiendo especialmente en los conceptos de relativismo y posverdad y en el colapso de la pandemia del coronavirus del 2020.

### Novelas
- 1998: Un bon error (Barcelona, Empúries)
- 2001: Una casa per compondre (Barcelona, Empúries)
- 2005: Mistana (Barcelona, Proa)
- 2007: Els privilegiats (Barcelona, Empúries)
- 2013: Al vertigen (Barcelona, Empúries)
- 2018: I, de sobte, el paradís (Barcelona, Comanegra)
- 2022: Diatomea (Barcelona, La Magrana)
- 2025: El cos invisible (Barcelona, La Magrana)

### Teatro
- 2007: Els privilegiats (Barcelona, Empúries)
- 2011: Els Cal.lígrafs (Barcelona, Empúries)
- 2019: El vici (Tarragona, Arola)

### Poesia
- 2023: Cels canviants (Mallorca, Lleonard Muntaner)

### Ensayos
- 1986: La poesia de Gabriel Ferrater  (Barcelona, edicions 62; amb Xavier Macià)
- 1991: Teoria dels cossos, de Gabriel Ferrater (Barcelona, Empúries)
- 1997: Gabriel Ferrater: Recepció i Contradicció (Barcelona, Empúries)
- 2008: Las criptas de la crítica. Veinte lecturas de la Odisea (Madrid, Gredos)
- 2010: Más que una máquina (México, Siglo XXI)
- 2014: Ruins, Nostalgia and Ugliness. Five Romantic perceptions of Middle Ages and a spoon of Game of Thrones and Avant-garde oddity (Berlín, Logos Verlag).
- 2019: La cadira trencada. Teatre català d'avantguarda (Tarragona, Arola)
- 2021: Caos, virus, calma. La Teoría del Caos aplicada al desorden artístico, social y político (Madrid, Páginas de Espuma)
- 2023. Edición de Ai-Ai. El cadàver exquisit del teatre català (Tarragona, Arola)

## Premios recibidos
- 1984: Premio catalán de Ensayo Josep Vallverdú
- 2005: Premio de la Crítica Catalana
- 2010: Premio Internacional de Ensayo siglo XXI de México.
- 2015: Residencia de escritores en la Villa Marguerite Yourcenar (Francia).
- 2019: Residencia de escritores en Art OmI i / New York.
- 2020: Premio Málaga de Ensayo “José María González Ruiz”.